# واژینوپلاستی
واژینوپلاستی (به انگلیسی: Vaginoplasty) نوعی جراحی زیبایی و روشی جهت زیباسازی کانال مهبلی، غشاء مخاطی و ساختار ولوواژینال که بر اثر عواملی مانند بیماری مادرزادی یا عدم وجود این ساختار، انجام می‌گیرد.
به این ترتیب، واژهٔ واژینوپلاستی به‌طورکلی به هر گونه عمل زیبایی و ترمیمی در اعمال جراحی برروی واژن اشاره دارد، درحالی‌که نئوواژینوپلاستی به‌طور ویژه به اعمال ترمیمی پیچیده در ساختار ولوواژینال می‌پردازد.

گاهی به دوباره جوان‌سازی واژن، جراحی زیبایی واژن یا زیباسازی، و بنابه اهداف مختلف مانند تغییرشکل و استحکام بافت، جهت جوان‌سازی به‌کار می‌رود.

در شرایط عادی از واژینوپلاستی، برای چروک‌برداری فَرْج و مهبلی که دچار شلی و افتادگی بر اثر افزایش سن یا زایمان طبیعی شده‌است و به‌منظور سفت‌کردن عضلات این ناحیه به‌کار گرفته می‌شود.

جوان‌سازی دوبارهٔ واژن به‌طور معمول از دو روش ترکیبیِ واژینوپلاستی و لابیاپلاستی بهره می‌گیرد.
لابیاپلاستی روشی جهت کاهش حجم لوب‌های فَرْج و افزایش زیبایی ظاهری در این عمل جراحی بوده که انجام آن سبب کاهش حجم یا تغییرشکل لوب‌های کوچک فرج می‌شود.

برخی اعمال جراحی به‌دلیل مشکلات مزمن و سوزش لوب‌های فرج به‌دلیل پوشیدن لباس‌های تنگ، سکس و سایر فعالیت‌های فیزیکی انجام می‌گیرند. این عمل با برداشتن بافت‌های اضافی و نرم واژن و سفت‌کردن عضلات بافت نرم انجام می‌گیرد. نتایج پس از عمل واژینوپلاستی متغیر است؛ پس از چهل روز از جراحی و سه روز بعد از واژینوپلاستی لیزری امکان آمیزش جنسی وجود دارد.

## عوارض
برخی از فاکتورهای خطرساز این عمل جراحی زیبایی:
- عفونت
- درد مداوم
- تغییرات دائمی در حس
- اسکار زخم